# Ceropegia dinteri
Ceropegia dinteri ist eine Pflanzenart aus der Unterfamilie der Seidenpflanzengewächse (Asclepiadoideae). Die Art ist in Namibia beheimatet.

## Merkmale

### Vegetative Merkmale
Ceropegia  ist eine ausdauernde, aufrechte, nicht windende Pflanze mit einem knolligen Wurzelstock. Die Wurzelknollen variieren in der Form von abgeflacht-gerundeten bis scheibenförmig mit einem Durchmesser bis zu 12 cm und einer Dicke von 5 bis 6 cm bis zu rübenförmig. Aus der Wurzelknolle erscheint jährlich ein meist unverzweigter, krautiger und unbehaarter Trieb von 15 bis 35 cm Höhe. Die schmal linealischen, 12 bis 16 cm (8 bis 13 cm) langen und nur bis 4 mm (bis 3 mm) breiten Blattspreiten setzen direkt an der Sprossachse an. Die Ränder sind zurückgebogen, an der Unterseite ist die Mittelrippe erhaben und deutlich ausgebildet. Trieb und Blätter sterben in der Trockenzeit ab.

### Blütenstand und Blüten
Der einblütige Blütenstand setzt direkt an der Sprossachse an; er ist zuerst endständig, bei weiterem Wachstum der Pflanze sitzt er dann schließlich seitlich. Die Blütenstiele sind 5 bis 8 mm lang. Die zwittrigen Blüten sind zygomorph und fünfzählig und weisen eine doppelte Blütenhülle auf. Die schmal-lanzettlichen Kelchblätter haben eine Länge von 2 bis 4 mm. Die fünf Kronblätter sind in der basalen Hälfte zu einer geraden, außen kahlen Kronröhre (Sympetalie) verwachsen. Die meist 4 bis 10 cm lange (hohe) Blütenkrone ist außen grünlich-weiß, innen grünlich. Die Basis der Kronröhre („Kronkessel“) ist eiförmig aufgebläht und hat einen Durchmesser von ca. 5 mm. Der Kronkessel geht allmählich in die eigentliche Kronröhre über, die sich auf 3 bis 4 mm Durchmesser verringert und zur Blütenöffnung hin trichterförmig erweitert. Hier wird ein Durchmesser von 6 bis 7 mm gemessen. Die Kronblattzipfel besitzen eine dreieckige Basis, sind dann abrupt linealisch geformt und bis 4,5 cm lang. Die Lamina sind entlang der Längsachse fast völlig nach außen umgebogen, die dadurch sichtbaren Innenseiten sind weißlich. Die Spitzen sind frei, aufrecht und nur leicht abgespreizt, oft auch überkreuzt. Die dreieckige Basis ist rotbraun gefärbt, der linealische Abschnitt braun. An der Basis des linealischen Abschnitts der Zipfel sitzen lange, dicke, subzylindrische und vibratile Haare, der große Rest der Zipfel ist dagegen mit dünnen und unbeweglichen Haaren besetzt. Die ungestielte Nebenkrone ist basal verwachsen und flach tassenartig geformt. Die behaarten Zipfel der interstaminalen, äußeren Nebenkrone sind dreieckig, aufrecht stehend und laufen zum äußeren Ende in zwei (drei nach dem Sukkulentenlexikon) sich abspreizende Fortsätze aus. Die Zipfel der staminalen inneren Nebenkrone sind 2 mm lang, doppelt so lang wie die interstaminalen Zipfel und linealisch (oder zungenförmig) geformt, und sie neigen sich zum äußeren Ende über dem Griffelkopf zusammen bzw. legen sich aneinander. Das Pollinium ist eiförmig und misst 0,35 × 0,25 mm.

### Früchte und Samen
Die Früchte und Samen sind bisher nicht bekannt.

### Ähnliche Arten
Nach Ulrich Meve im Sukkulentenlexikon ist Ceropegia dinteri sehr nahe mit Ceropegia deightonii aus Westafrika verwandt, „wenn nicht sogar konspezifisch“. Ähnlichkeit besteht auch mit Ceropegia antennifera Schltr., Ceropegia insignis, Ceropegia turricula, Ceropegia ledermannii und Ceropegia attenuata.

## Geographische Verbreitung und Ökologie
Die Art kommt in Namibia vor. Fundorte sind: Outjo, Tsumeb, Grootfontein, Otjiwarongo und Rehoboth. Sie wächst in der steinigen bis felsigen, trockenen Dornstrauchsavanne und 1200 bis 1500 m über Meereshöhe.

## Taxonomie
Die Art wurde von Rudolf Schlechter 1914 erstmals beschrieben. Die einzige Abbildung der Art gibt Robert Dyer 1983 in seinem Werk Ceropegia, Brachystelma and Riocreuxia in southern Africa. auf S. 189, Abb. 98 und der Farbtafel 17.

## Belege

## Anmerkung
1. ↑  Nicht erklärlich sind die doch z. T. erheblichen Unterschiede in Merkmalen und Maße in der Erstbeschreibung und der Beschreibung im Sukkulentenlexikon. Hier gibt Meve eine Kronblattzipfellänge von lediglich 9 bis 13 mm an. Robert Dyer gibt zwar keine Maße an, stellt aber fest: die Kronröhre ist nur wenig länger als die Kronblattzipfel, was mit der Angabe von Rudolf Schlechter überein stimmt (vgl. auch die Abbildung in Dyer, 1983: Abb. 98 auf S. 189).
2. ↑  In der Abbildung der Nebenkrone, die Dyer (1983) auf seiner Farbtafel 17 gibt, sind deutlich nur zwei Spitzen zu erkennen.